# Iveco PA-серії
Iveco PA-серії — сімейство капотних вантажівок виробництва італійського виробника Iveco, що виготовлялись з 1981 по 1993 роки. Вантажівки продавалися паралельно з безкапотними вантажівками для будівництва Iveco P-серії.
На заміну їм прийшли безкапотні Iveco EuroTrakker.

## Історія

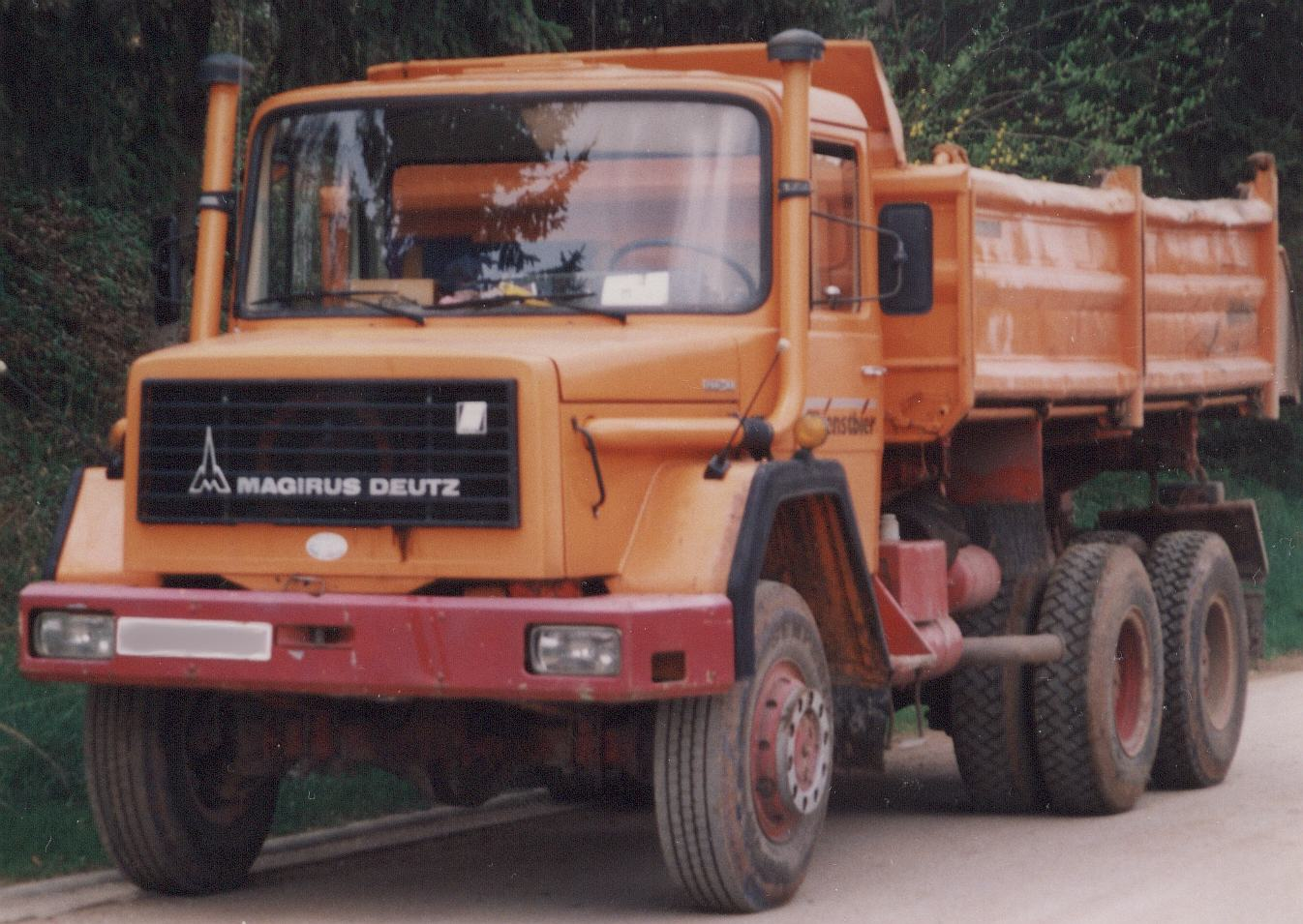
Magirus-Deutz 232 D 19

В 1971 році представлено сімейство капотних вантажівок Eckhauber 3-го покоління з моделями Magirus-Deutz 120 D 12 K/2 і 120 D 12 AK/2. В народі вантажівки називали  «будівельні бики» (нім. Baubullen). В це сімейство входили Magirus-Deutz 160 D 15, 170 D 15 AL, 232 D 19, 256 D 26, 290 D 26, 310 D 32, 400 D 33 та інші. Крім шасі для самоскидів і повноприводних вантажівок 4х4, існували також сідлові тягачі. Автомобілі пропонувалися з двигунами Deutz потужністю 120—400 кінських сил.
У 1973 році вигляд автомобіля і написи змінилися, відтоді і до 1985 року ці вантажівки називались Iveco Magirus.
У 1982 році представили нове покоління капотних вантажівок, які отримали назву Iveco PA-серії та дещо змінений зовнішній вигляд. В сімейство входили моделі Iveco PA 120, PA 150, PA 160, PA 170, PA 190, PA 260 та PA 330. На автомобілі встановлювали дизельні двигуни Deutz об'ємом 6,1—13,4 л потужністю 135—305 к. с.
З 1983 року на версії Iveco PA 330-30 почали встановлювати турбодвигун Fiat 8210 13,8 л потужністю 304 к. с.